# Почесний громадянин Санкт-Петербурга
Почесний громадянин Санкт-Петербурга — вище почесне звання Санкт-Петербурга.

## Історія
Маніфестом 10 квітня 1832 року в Російській імперії була встановлена привілейована категорія «міських обивателів» — Почесні громадяни. Звання Почесного громадянина за заслуги перед містом надавали також і міста імперії. Особливий порядок був встановлений для столичного міста Санкт-Петербурга. Починаючи з 1866 року, кандидатура почесного громадянина пропонувалася на засіданні Міської Думи. Потім потрібно було отримати дозвіл на нагородження від імператора (ця вимога виконувалась не завжди). Відомо вісім Почесних громадян Санкт-Петербурга, удостоєних цього звання до Жовтневого перевороту, останнє звання було присвоєно в 1909 році. 10 (23) листопада 1917 року декретом Радянської влади про знищення станів і цивільних чинів звання Почесного громадянина в Росії було скасовано і знову стало присвоюватися в деяких містах в 1960-х. За радянських часів звання Почесного громадянина Ленінграда не присвоювалось.

## Сучасність
«Звання Почесний громадянин Санкт-Петербурга» встановлено в 1993 році. Присвоюється громадянам Російської Федерації, громадянам інших держав, а також особам без громадянства, які зробили видатний внесок:
- у розвиток Санкт-Петербурга, підвищення його ролі і авторитету в Росії і на міжнародній арені;
- у зміцнення демократії та захисту прав людини;
- в науку, мистецтво, духовний та моральний розвиток суспільства.

Особам, удостоєним Звання «Почесний громадянин Санкт-Петербурга», вручаються відзнаки (знак і нагрудний знак Почесного громадянина), дипломи та посвідчення.

## Привілеї
Почесний громадянин Санкт-Петербурга має право:
- проходити в будівлі і приміщення, займані органами влади Санкт-Петербурга за пред'явленням посвідчення почесного громадянина Санкт-Петербурга;
- бути прийнятим невідкладно Головою Зборів, Губернатором Санкт-Петербурга, посадовими особами органів державної влади, керівниками установ, підприємств і організацій, що перебувають у власності Санкт-Петербурга;
- вносити від свого імені питання на розгляд Законодавчих Зборах Санкт-Петербурга і в органи виконавчої влади Санкт-Петербурга;
- безкоштовно користуватися всіма видами міського та приміського пасажирського транспорту (крім таксі);
- обслуговуватися в залах для офіційних делегацій на залізничному, річковому, морському вокзалах і в аеропорту.

Почесні Громадяни Санкт-Петербурга вважаються почесними гостями Санкт-Петербурга на святкуваннях з нагоди дня його заснування і мають право на безкоштовну участь у святкових заходах.

## Список почесних громадян Санкт-Петербурга
| П. І. Б.                                               | Дата народження — смерті | Коротко про лауреата | Нормативний акт і дата присвоєння звання |
| ------------------------------------------------------ | ------------------------ | --- | --- |
| Комісаров-Костромськой Осип Іванович                   | 1838 — 1892              | Шапковий майстер. Комісаров відвів в сторону руку Дмитра Каракозова, який стріляв в імператора Олександра II | Присвоєно 5 квітня 1866 року Петербурзькою міською думою                                                                                              |
| Густав Ваза Фокс                                       | 13.06.1821 — 29.10.1883  | Заступник міністра військово-морського флоту США під час громадянської війни, керівник спеціальної місії США в Росію                                                                                                  | Присвоєно 2 серпня 1866 року Петербурзькою міською думою                                                                                              |
| Радецький Федір Федорович                              | 1820 — 20.01.1890        | Герой Шипки, генерал-ад'ютант, георгіївський кавалер | Затверджено Олександром II 17 листопада 1878 року |
| Погребов Микола Іванович                               | 15.12.1817 — 31.05.1879  | Купець першої гільдії, потомствений почесний громадянин, дійсний статський радник, 5 разів обирався на посаду петербурзького міського голови                                                                          | Присвоєно 30 листопада 1878 року Петербурзькою міською думою                                                                                          |
| Пржевальський Микола Михайлович                        | 12.04.1839 — 01.11.1888  | Мандрівник, географ, почесний член Петербурзької академії наук, генерал-майор | Затверджено одноголосно 14 травня 1881 року на підтримку клопотання Російського Імператорського географічного товариства Зборами гласних міської Думи |
| Лоріс-Меліков Михайло Таріелович                       | 05.11.1825 — 24.12.1888  | Граф, генерал від кавалерії, міністр внутрішніх справ, член Державної Ради | Затверджено 18 травня 1881 року в присутності 194 гласних зборів міської Думи більшістю в 140 голосів                                                 |
| Ольденбурзький Олександр Петрович                      | 02.06.1844 — 06.09.1932  | Принц, генерал від інфантерії, генерал-ад'ютант, засновник і опікувач Інституту експериментальної медицини | Затверджено Миколою II 16 грудня 1899 року |
| Стасюлевич Михайло Матвійович                          | 28.08.1826 — 23.01.1911  | Історик, редактор-видавець журналу «Вісник Європи», гласний Петербурзької міської думи з 1881 року | Затверджено Миколою II 29 грудня 1909 року |
| Лихачов Дмитро Сергійович                              | 28.11.1906 — 30.09.1999  | Відомий вчений, дійсний член (академік) Російської академії наук | Рішення Санкт-Петербурзької Ради народних депутатів № 64 від 25.05.1993                                                                               |
| Берггольц Ольга Федорівна                              | 16.05.1910 — 13.11.1975  | Російська радянська поетеса | Розпорядження мера Санкт-Петербурга № 67-р від 28.01.1994                                                                                             |
| Бобров Михайло Михайлович                              | 11.08.1923               | Полковник у відставці, найстаріший у світі підкорювач Північного полюса (1999) | Розпорядження мера Санкт-Петербурга № 67-р від 28.01.1994                                                                                             |
| Харитонов Василь Миколайович                           | 28.02.1922 — 27.04.2002  | Полковник у відставці, Герой Радянського Союзу | Розпорядження мера Санкт-Петербурга № 67-р від 28.01.1994                                                                                             |
| Алексій II                                             | 23.02.1929- 5.12.2008    | Патріарх Московський і Всієї Русі | Розпорядження мера Санкт-Петербурга № 141-р від 18.02.1994                                                                                            |
| Єгорова Любов Іванівна                                 | 05.05.1966               | Шестиразова олімпійська чемпіонка | Розпорядження мера Санкт-Петербурга № 183-р від 04.03.1994                                                                                            |
| Лавров Кирило Юрійович                                 | 15.09.1925 — 28.04.2007  | Художній керівник Академічного Великого драматичного театру імені Г. О. Товстоногова | Постанова Уряду Санкт-Петербурга № 19 від 22.05.1995                                                                                                  |
| Бродський Йосип Олександрович                          | 24.05.1940 — 28.01.1996  | поет | Постанова Уряду Санкт-Петербурга № 19 від 22.05.1995                                                                                                  |
| Лебедєв Євген Олексійович                              | 15.01.1917 — 09.06.1997  | Артист Російського державного академічного Великого драматичного театру імені Г. О. Товстоногова | Закон Санкт-Петербурга № 64-22 від 27.05.1996 |
| Анікушин Михайло Костянтинович                         | 02.10.1917 — 18.05.1997  | Народний художник СРСР | Постанова Законодавчих Зборів Санкт-Петербурга № 87 від 14.05.1997                                                                                    |
| Дудинська Наталія Михайлівна                           | 21.08.1912 — 29.01.2003  | Балерина, народна артистка СРСР, лауреат державних премій СРСР, професор Санкт-Петербурзької академії російського балету імені А. Я. Ваганової                                                                        | Постанова Законодавчих Зборів Санкт-Петербурга № 104 від 22.05.1998                                                                                   |
| Петров Андрій Павлович                                 | 02.09.1930 — 15.02.2006  | Композитор, народний артист СРСР, лауреат державних премій СРСР і Росії, голова Спілки композиторів Санкт-Петербурга                                                                                                  | Постанова Законодавчих Зборів Санкт-Петербурга № 104 від 22.05.1998                                                                                   |
| Кондрашин Володимир Петрович                           | 14.01.1929 -23.12.1999   | Заслужений тренер СРСР з баскетболу | Постанова Законодавчих Зборів Санкт-Петербурга № 123 від 21.05.1999                                                                                   |
| Мазуренко Олексій Юхимович                             | 20.06.1917 — 11.03.2004  | Двічі Герой Радянського Союзу, генерала-майор у відставці | Постанова Законодавчих Зборів Санкт-Петербурга № 123 від 21.05.1999                                                                                   |
| Богачева Ірина Петрівна                                |                          | Співачка, народна артистка СРСР | Постанова Законодавчих Зборів Санкт-Петербурга № 219 від 24.05.2000                                                                                   |
| Алфьоров Жорес Іванович                                |                          | Академік РАН, лауреат Нобелівської премії, голова президії Санкт-Петербурзького наукового центру РАН, директор Фізико-технічного інституту імені А. Ф. Йоффе                                                          | Рішення Законодавчих Зборів Санкт-Петербурга №Р-408 від 23.05.2001                                                                                    |
| Фрейндліх Аліса Брунівна                               |                          | Актриса, народна артистка СРСР, лауреат державних премій Росії | Рішення Законодавчих Зборів Санкт-Петербурга №Р-408 від 23.05.2001                                                                                    |
| Спаський Ігор Дмитрович                                |                          | Генеральний конструктор ФГУП «Центральне конструкторське бюро морської техніки» Рубін", академік РАН, лауреат Ленінської і Державної премії                                                                           | Рішення Законодавчих Зборів Санкт-Петербурга №Р-206 від 22.05.2002                                                                                    |
| Тюкалов Юрій Сергійович                                |                          | Дворазовий олімпійський чемпіон, багаторазовий чемпіон Європи та СРСР з академічного веслування, заслужений тренер РРФСР, художник-скульптор                                                                          | Рішення Законодавчих Зборів Санкт-Петербурга №Р-206 від 22.05.2002                                                                                    |
| Москвіна Тамара Миколаївна                             |                          | Заслужений майстер спорту СРСР, заслужений тренер СРСР, заслужений діяч мистецтв Російської Федерації | Постанова Законодавчих Зборів Санкт-Петербурга № 278 від 21.05.2003                                                                                   |
| Александров Володимир Леонідович                       |                          | Генеральний директор державного унітарного підприємства «Адміралтейські верфі» | Постанова Законодавчих Зборів Санкт-Петербурга № 278 від 21.05.2003                                                                                   |
| Кармазін Фелікс Володимирович                          |                          | Генеральний директор ГУП «Водоканал Санкт-Петербурга» | Постанова Законодавчих Зборів Санкт-Петербурга № 243 від 19.05.2005                                                                                   |
| Гранін Данило Олександрович                            |                          | Письменник, Герой Соціалістичної Праці | Постанова Законодавчих Зборів Санкт-Петербурга № 243 від 19.05.2005                                                                                   |
| Путін Володимир Володимирович                          |                          | Президент Російської Федерації | ПостановленіеЗаконодательного зборів Санкт-Петербурга від 24.05.2006                                                                                  |
| Вербицька Людмила Олексіївна                           |                          | Ректор Санкт-Петербурзького державного університету | ПостановленіеЗаконодательного зборів Санкт-Петербурга від 24.05.2006                                                                                  |
| Гергієв Валерій Абісаловіч                             | 2 травня 1953            | художній керівник — директор, головний диригент Маріїнського театру | Постанова від СПб ЗС 23 травня 2007 р |
| Крикальов Сергій Костянтинович                         | 27 серпня 1958           | випробувач-космонавт, віце-президент корпорації «Енергія» з пілотованих польотів | Постанова від СПб ЗС 23 травня 2007 р |
| Бехтерєва Наталія Петрівна                             | 07.07.1924 — 22.06.2008  | Академік Російської академії медичних наук, науковий керівник Інституту мозку людини Російської академії наук | Постанова Законодавчих Зборів Санкт-Петербурга № 302 від 21.05.08                                                                                     |
| Александров Вадим Миколайович                          | 21.02.1941               | Генеральний директор ВАТ з будівництва метрополітену в місті Санкт-Петербурзі «Метробуд» | Постанова Законодавчих Зборів Санкт-Петербурга № 302 від 21.05.08                                                                                     |
| Адвокаат Дік                                           | 27.09.1947               | Головний тренер футбольного клубу «Зеніт» | Санкт-закон Петербурга № 334-48 від 29.05.2008 |
| Володимир (митрополит Санкт-Петербурзький і Ладозький) | 27.05.1929               | Митрополит Санкт-Петербурзький і Ладозький | Постанова Законодавчих Зборів Санкт-Петербурга № 225 від 20.05.09                                                                                     |
| Темирканов Юрій Хатуйович                              | 10.12.1938               | Художній керівник Санкт-Петербурзької державної філармонії імені Д. Д. Шостаковича, головний диригент | Постанова Законодавчих Зборів Санкт-Петербурга № 225 від 20.05.09                                                                                     |
| Собчак Анатолій Олександрович                          | 10.08.1937 — 20.02.2000  | Перший мер Санкт-Петербурга (1991—1996), доктор юридичних наук, професор | Постанова Законодавчих Зборів Санкт-Петербурга № 317 від 26.05.10                                                                                     |
| Фадєєв Людвіг Дмитрович                                | 23.03.1934               | Академік Секретар відділення математики Російської академії наук, дійсний член РАН | Постанова Законодавчих Зборів Санкт-Петербурга № 317 від 26.05.10                                                                                     |
| Гранов Анатолий Михайлович                             | 21.04.1932               | Директор Центру радіології і хірургічних технологій, хірург, академік Російської академії медичних наук, доктор медичних наук                                                                                         | Постанова Законодавчих Зборів Санкт-Петербурга № 301 від 25.05.11                                                                                     |
| Піотровський Михайло Борисович                         | 9.12.1944                | Директор Державного Ермітажу, вчений-сходознавець, доктор історичних наук | Постанова Законодавчих Зборів Санкт-Петербурга № 301 від 25.05.11                                                                                     |
| Басилашвілі Олег Валеріанович                          | 26.09.1934               | Артист Російського державного академічного великого драматичного театру ім. Г. О. Товстоногова | Постанова Законодавчих Зборів Санкт-Петербурга № 273 від 23.05.12                                                                                     |
| Листова Лариса Олександрівна                           | 08.10.1955               | Учитель початкових класів державного бюджетного загальноосвітнього закладу Друга Санкт-Петербурзька гімназія | Постанова Законодавчих Зборів Санкт-Петербурга № 273 від 23.05.12                                                                                     |
| Васильєв Володимир Миколайович                         | 01.04.1951               | Ректор федерального державної бюджетної освітньої установи вищої професійної освіти «Санкт-Петербурзький державний національний університет інформаційних технологій, механіки та оптики»                             | Постанова Законодавчих Зборів Санкт-Петербурга № 305 від 22.05.2013                                                                                   |
| Окрепілов Володимир Валентинович                       | 23.02.1944               | Академік РАН, лауреат Державної премії РФ, генеральний директор Федеральної бюджетної установи «Державний регіональний центр стандартизації, метрології та випробувань в м Санкт-Петербурзі і Ленінградській області» | Постанова Законодавчих Зборів Санкт-Петербурга № 301 від 22.05.2016                                                                                   |
| Чернушенко Владислав Олександрович                     | 14.01.1936               | Російський диригент, хормейстер, музичний педагог, народний артист СРСР | Постанова Законодавчих Зборів Санкт-Петербурга № 301 від 22.05.2016                                                                                   |